# Las aventuras de Hijitus (película)
Las aventuras de Hijitus es una película de animación filmada en colores de Argentina dirigida por Manuel García Ferré según su propio guion que se estrenó el 12 de julio de 1973. Es el segundo largometraje animado del director, integrado por tres episodios de la tira diaria de televisión emitida por Canal 13: El dragoncito cantor, El Gran hampa y Dedo Negro.

## Sinopsis
Hijitus corre serios riesgos para ayudar a sus amigos.

## Animación
La animación estuvo a cargo de:
- Néstor Córdoba
- Natalio Zirulnik
- Horacio Colombo
- Carlos A. Pérez Agüero
- Norberto Burella
- María Soria
- Alberto Grisolía

## Personajes
- Hijitus
- Larguirucho
- Neurus
- El Dragoncito
- Pucho
- Oaky
- Gold Silver
- El Comisario
- Serrucho
- Pichichus
- Cuervacho

## Comentarios
A.M.R. en La Prensa escribió:

”La firmeza del diseño, el trazo inteligente y el adecuado procedimiento de animación sumamente moderno, confieren a la película el suficiente atractivo.”

C.J.R. en El Cronista Comercial dijo:

”El film derrocha gracia y espontaneidad. El ritmo nunca es excesivo…es simple y admirablemente exacto…Fantasía arraigada en un contexto válido: impecable realización técnica.”